# Kvantová pěna

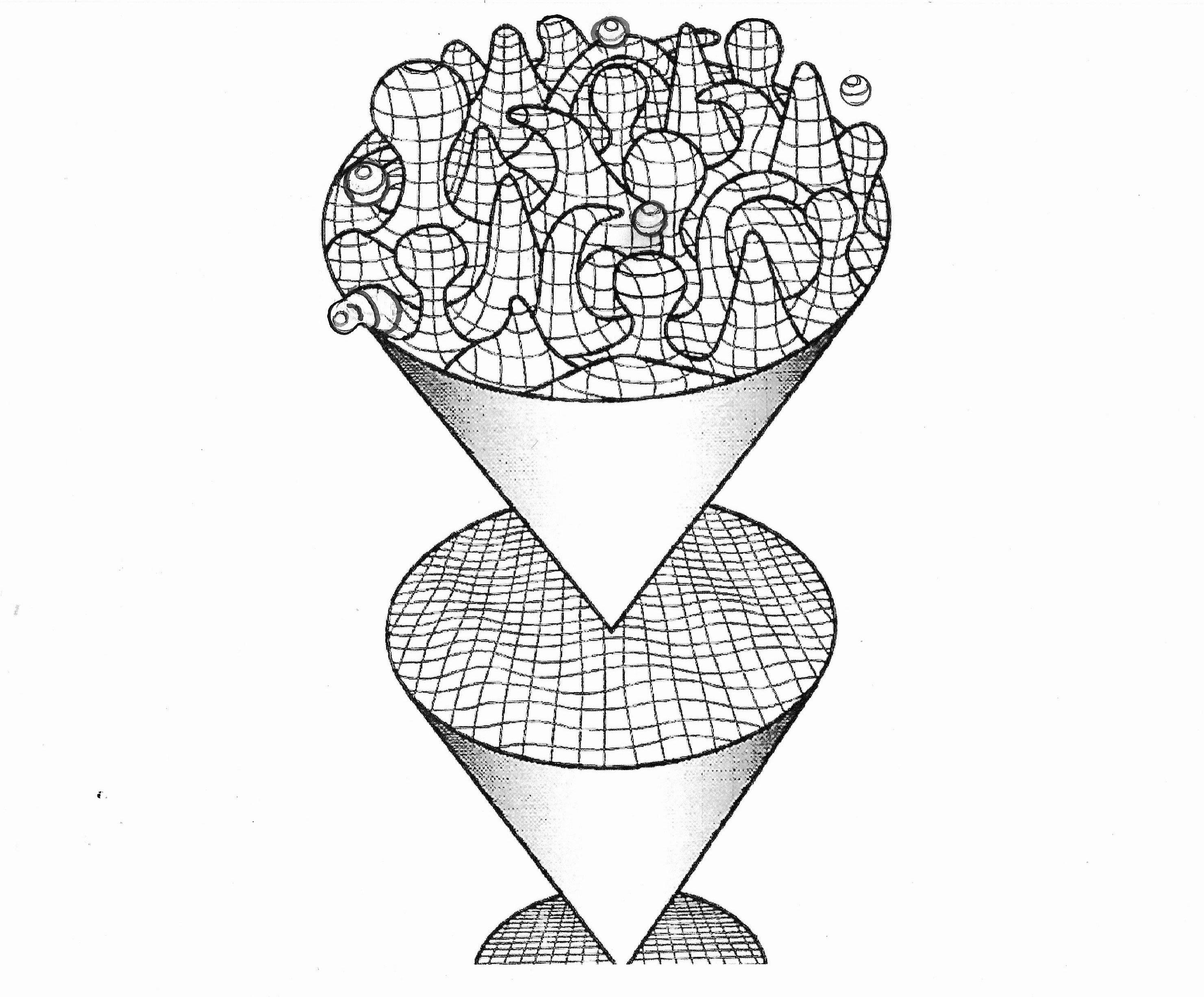
Grafická reprezentace kvantové pěny.

Kvantová pěna je koncept kvantové mechaniky navržený v roce 1955 americkým fyzikem Johnem Wheelerem. 
Popisuje turbulentní chování časoprostoru na subatomární úrovni v řádech Planckovy délky, které se dostává do rozporu s Einsteinovou obecnou teorií relativity.
Souvisí se spinovou pěnou.